# Jüri Jaanson
Jüri Jaanson (Tartu, 14 de outubro de 1965) é um atleta de remo estoniano.
É o remador de maior sucesso da Estônia e o vencedor de duas medalhas Olímpicas e de cinco medalhas em Campeonatos Mundiais. Ele ganhou o primeiro Mundial na Tasmânia 1990 na prova de skiff simples. Quatorze anos mais tarde conquistou a medalha de prata nos Jogos Olímpicos de Atenas 2004 na prova de skiff simples. Em Pequim 2008, conquistou sua 2ª medalha Olímpica na prova skiff duplo com o atleta Tõnu Endrekson. Em 2007, se tornou o remador mais velho a ganhar um Campeonato Mundial (Munique 2007) com 41 anos.

## Resultados
Esses foram os resultados alcançados nos principais torneios:

### Jogos Olímpicos
| Olimpíadas     | País           | Prova                            | Colocação         |
| -------------- | -------------- | -------------------------------- | ----------------- |
| Seul 1988      | Coreia do Sul  | Skiff simples                    | 8º                |
| Barcelona 1992 | Espanha        | Skiff simples                    | 5º                |
| Atlanta 1996   | Estados Unidos | Skiff simples                    | 18º               |
| Sydney 2000    | Austrália      | Skiff simples                    | 6º                |
| Atenas 2004    | Grécia         | Skiff simples                    | Medalha de Prata. |
| Pequim 2008    | China          | Skiff duplo (com Tõnu Endrekson) | Medalha de Prata. |

### Campeonatos Mundiais
| Ano  | Cidade         | País           | Prova                                                             | Colocação    |
| ---- | -------------- | -------------- | ----------------------------------------------------------------- | ------------ |
| 1989 | Bled           | Iugoslávia     | Skiff simples                                                     | 3º colocado. |
| 1990 | Tasmania       | Austrália      | Skiff simples                                                     | 1º colocado. |
| 1991 | Viena          | Áustria        | Skiff simples                                                     | 12º          |
| 1994 | Indianápolis   | Estados Unidos | Skiff simples                                                     | Não iniciou  |
| 1995 | Tampere        | Finlândia      | Skiff simples                                                     | 2º colocado. |
| 1997 | Saboia         | França         | Skiff simples                                                     | 13º          |
| 1998 | Colônia        | Alemanha       | Skiff simples                                                     | 14º          |
| 1999 | St. Catharines | Canadá         | Skiff simples                                                     | 7º           |
| 2001 | Lucerna        | Suíça          | Skiff simples                                                     | 7º           |
| 2003 | Milão          | Itália         | Skiff simples                                                     | 7º           |
| 2005 | Gifu           | Japão          | Skiff quádruplo (com Andrei Jämsä, Tõnu Endrekson e Leonid Gulov) | 3º colocado. |
| 2007 | Munique        | Alemanha       | Skiff duplo (com Tõnu Endrekson)                                  | 3º colocado. |

### Campeonatos da Europa
| Ano  | Cidade | País   | Prova                                                           | Colocação    |
| ---- | ------ | ------ | --------------------------------------------------------------- | ------------ |
| 2008 | Atenas | Grécia | Skiff quádruplo (com Tõnu Endrekson, Andrei Jämsä e Allar Raja) | 1º colocado. |

### Copa do Mundo de Remo
A Copa do Mundo de Remo é uma competição internacional de remo organizado pela Federação Internacional de Remo (francês: Fédération Internationale des Sociétés d'Aviron - FISA, inglês: International Rowing Federation) disputada em três regatas (exceto em 2001 que foi disputada em quatro).
| Ano  | Regata | Cidade     | País          | Prova           | Colocação |
| ---- | ------ | ---------- | ------------- | --------------- | --------- |
| 2001 | 4ª     | Munique    | Alemanha      | Skiff simples   | 5º        |
| 2002 | 3ª     | Munique    | Alemanha      | Skiff simples   | 9º        |
| 2003 | 1ª     | Milão      | Itália        | Skiff duplo     | 4º (R4)   |
| 2003 | 2ª     | Munique    | Alemanha      | Skiff duplo     | 13º       |
| 2004 | 1ª     | Poznań     | Polónia       | Skiff simples   | 1º        |
| 2004 | 3ª     | Lucerna    | Suíça         | Skiff simples   | DNS (R1)  |
| 2005 | 1ª     | Dorney     | Reino Unido   | Skiff quádruplo | 1º        |
| 2005 | 3ª     | Lucerna    | Suíça         | Skiff quádruplo | 1º        |
| 2007 | 1ª     | Linz       | Áustria       | Skiff duplo     | 5º        |
| 2007 | 2ª     | Amesterdão | Países Baixos | Skiff duplo     | 1º        |
| 2007 | 3ª     | Lucerna    | Suíça         | Skiff duplo     | 1º        |
| 2008 | 3ª     | Poznań     | Polónia       | Skiff duplo     | 3º        |

- Legenda:
  - DNS - Não iniciou (Did not start)
  - R1 - 1ª regata de repescagem
  - R4 - 4ª regata de repescagem